# 卢卡·德拉·罗比亚
卢卡·德拉·罗比亚（Luca della Robbia，？—1482年），文艺复兴时期欧洲艺术家。为安德烈亚·德拉·罗比亚的叔父，首位主要制作瓷雕的文艺复兴时期艺术家。他发明了一种给陶瓷上秞，使其能防水的方法，而且，他制作的环形花饰中的蓝底白色圣母和圣婴圆形装饰瓷砖成为文艺复兴装饰物的典范。